# Charles M. Murphy (kněz)
Charles M. Murphy je americký římskokatolický kněz z diecéze Portland ve státě Maine. Mons. Murphy dříve působil jako akademický děkan a rektor Papežské severoamerické koleje v Římě v letech 1979–1984.

## Životopis
Získal doktorát z posvátné teologie na Papežské gregoriánské univerzitě a magisterský titul z pedagogiky na Harvardově univerzitě. V roce 1957 získal bakalářský titul v oboru klasických věd na College of the Holy Cross.

## Publikace
- Belonging to God: A Personal Training[1]